# Kairuan
Kairuan (ar. القيروان, trl. Al-Qayrawān, trb. Al-Kajrawan, czyli "karawana" lub "oddział kawalerii"; fr. Kairouan) – miasto znajdujące się w Tunezji, ok. 160 km na południe od Tunisu, 57 km na zachód od Susy. Jedno z lokalnych świętych miejsc islamu.
Dzięki wielu tkalniom dywanów, firmom tekstylno-odzieżowym, zakładom wyrobów tytoniowych Kairuan jest ważnym miastem gospodarczym Tunezji. Dodatkowym źródłem dochodów jest turystyka zagraniczna. Są tu zlokalizowane kompleksy hotelowe i liczne zabytki udostępnione dla zwiedzających.

## Historia
Kairuan założony został w 671 roku przez arabskiego wodza Ukby ibn Nafiego z Półwyspu Arabskiego. Początkowo był posterunkiem arabskim strzegącym szlaków karawan przed napadami Berberów. Wybudowano również meczet.
W latach 800-909 był stolicą afrykańskiego państwa Aghlabidów i na te lata przypada największy rozkwit miasta. W 909 roku Kairuan przeszedł w ręce Fatymidów, którzy przenieśli stolicę do Al-Mahdijji. Od tego czasu miasto zaczęło się chylić ku upadkowi, a w 1057 r. zostało całkowicie zniszczone przez Hilalitów – już nigdy nie odzyskało politycznej pozycji sprzed wieków, mimo to zachowało swe znaczenie jako centrum religijne i święte miasto islamu.

Kairuan przez wieki był również prężnym ośrodkiem naukowym świata arabskiego. Istniała tu m.in. sławna szkoła medyczna i filozoficzna.

## Zabytki

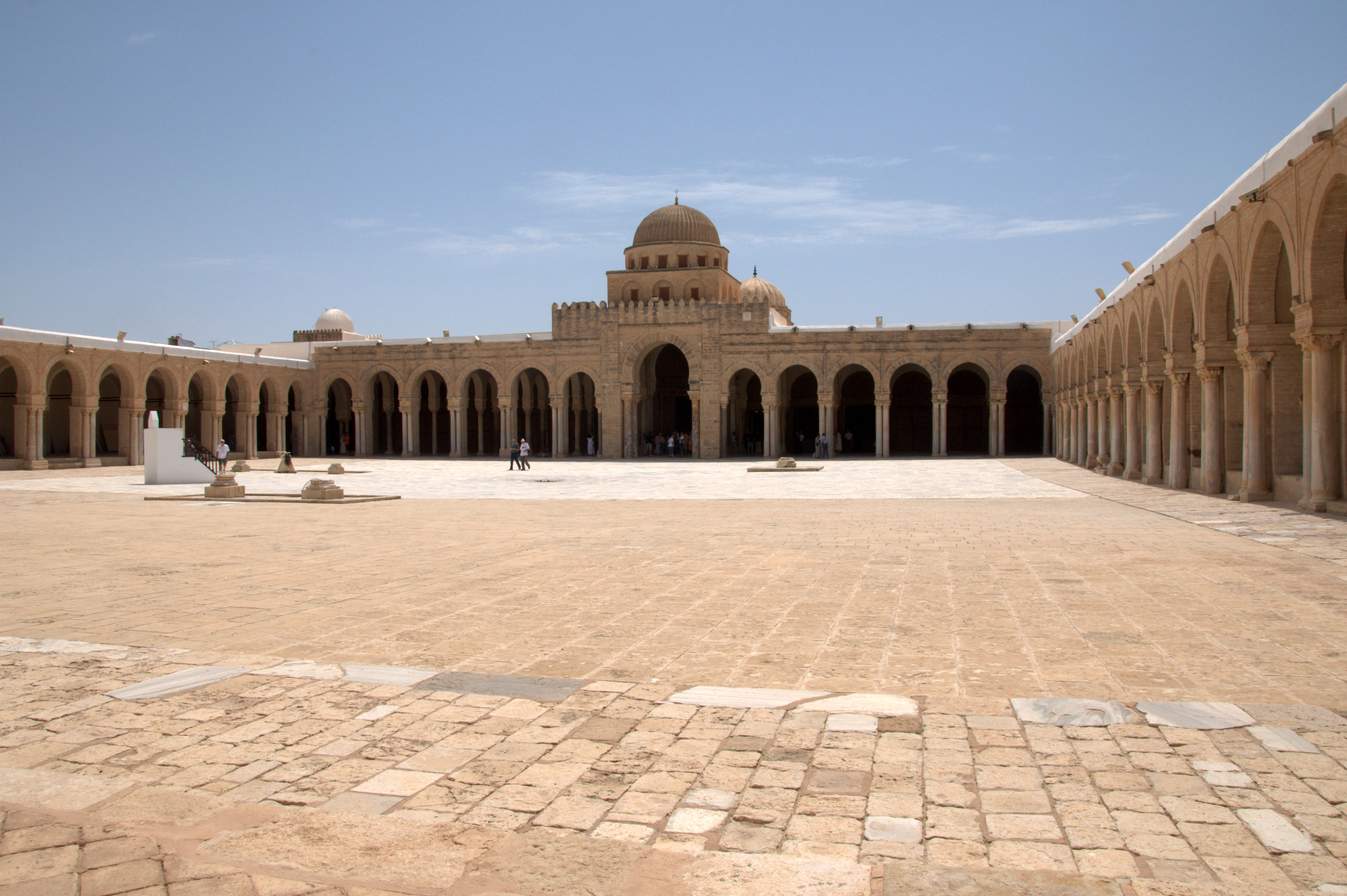
Wielki Meczet - dziecdziniec

Największą  atrakcją Kairuanu jest Wielki Meczet, zwany również Meczetem Sidi Okba, od imienia fundatora i założyciela Kairuanu, powstały ok. 670 r. Pierwotna budowla została całkowicie zniszczona, a obecna świątynia to dzieło Aghlabidów (IX w.). Dach meczetu wspiera się na 414 filarach, pochodzących z rzymskich miast na terenie Afryki, a także Kartaginy i Susy. Wewnątrz meczetu jest 17 naw.
Otoczona murami medyna Kairuanu jest jednym wielkim bazarem. Pierwsze mury zbudowano pod koniec VIII w. Później były wielokrotnie przebudowywane, a ich obecny wygląd to efekt XVIII-wiecznych przeróbek. Najstarsza pośród licznych bram, Bab el-Khoukha z 1706 r., chlubi się wspartym na kolumnach łukiem w kształcie podkowy.
W mieście istnieje ponad setka meczetów.

Słynny Meczet Cyrulika (Zawija Sidi Sahab) jest oddalony o 1,5 km na północny zachód od medyny. W budynku mieści się grób Abu Zama el-Belawiego, przyjaciela Mahometa. Nosił on przy sobie trzy włosy z brody Proroka, dlatego był znany jako fryzjer, co wyjaśnia pochodzenie nazwy budowli – Meczet Fryzjera (Cyrulika). Osoby wyznające inną religię niż muzułmańska nie mogą go zwiedzać.
 Meczet stanowi ważny cel pielgrzymek, zwłaszcza młodych kobiet, które spodziewają się, że poprzez błogosławieństwo zostaną obdarzone płodnością.
Meczet Trzech Drzwi powstał w 866 r. z inicjatywy Mohammeda bin Kairoun el-Maafri, świętego z Kordoby.
Całą fasadę zajmują trzy portale, nad którymi umieszczono kufickie fryzy, zdobione roślinnymi motywami.
Baseny Aghlabidów pochodzące z 862 r. to dwa zbiorniki 48 i 17-kątne, w których gromadzono wodę dla miasta. Woda była dostarczana akweduktem z odległego o 36 km na zachód źródła na wzgórzu Dżabel Cherichera.
W sercu medyny znajduje się Bir Barouta, koło czerpakowe jest napędzane siłą mięśni wielbłąda. Wodę, uchodzącą za świętą, sprzedaje się pielgrzymom w plastikowych butelkach.
W mieście znajduje się również Muzeum du Tapis (Muzeum Dywanów), gdzie można poznać ich historię oraz procesy technologiczne ich produkcji. Wydawane są tu także państwowe certyfikaty, określające jakość i zalecaną cenę.
W Kairuanie znajduje się również pomnik postawiony narodowej tunezyjskiej potrawie czyli kuskusowi. Pomnik przedstawia ogromny gar kuskusu i znalazł się w Księdze rekordów Guinnessa.
W tym mieście kręcono sceny z filmu Poszukiwacze zaginionej Arki. Kairuan posłużył tutaj za Kair.
Wieki meczet wraz z medyną został wpisany na Listę Światowego Dziedzictwa Kulturowego i Przyrodniczego Ludzkości UNESCO.

## Przypisy

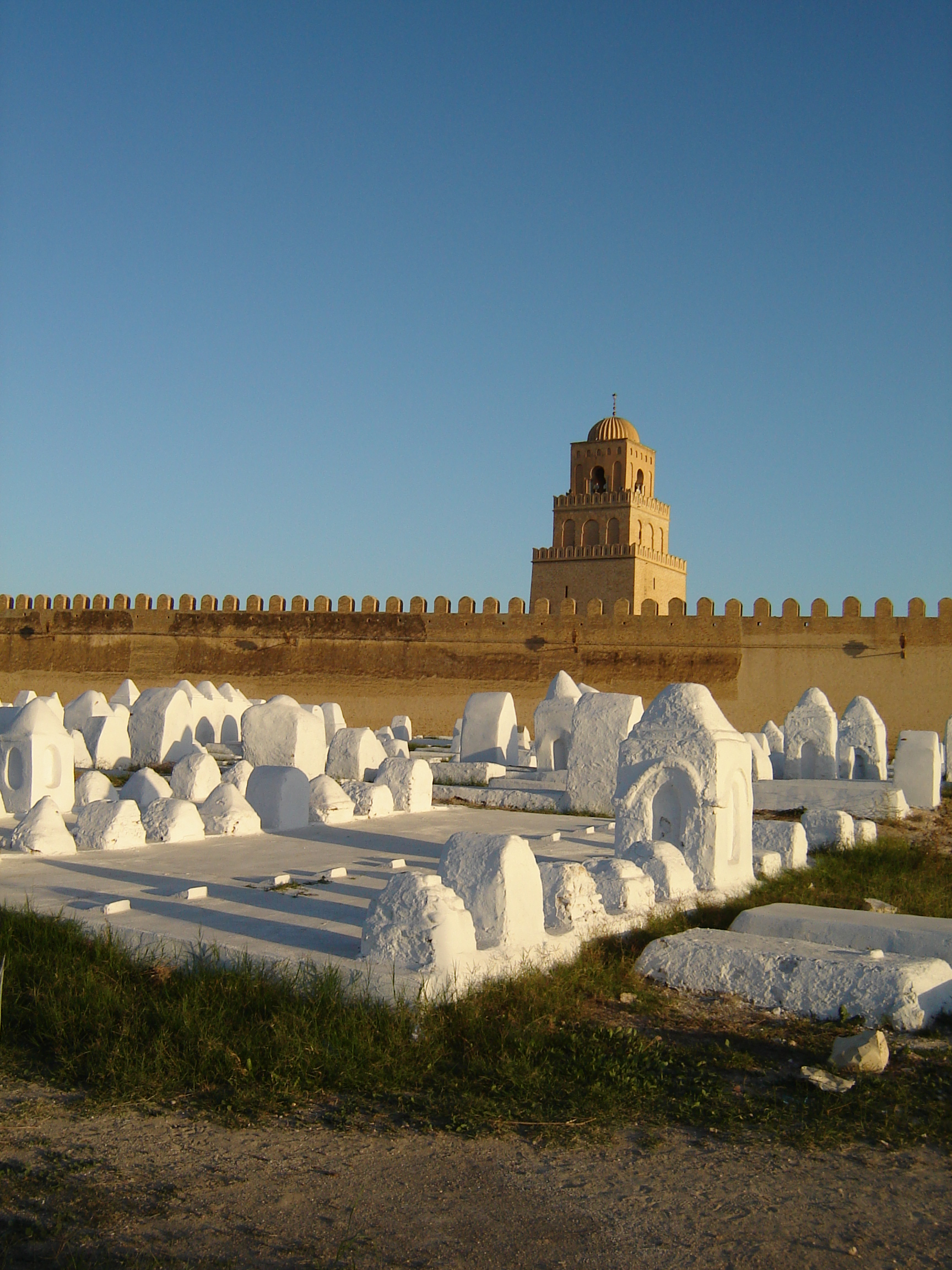
Cmentarz
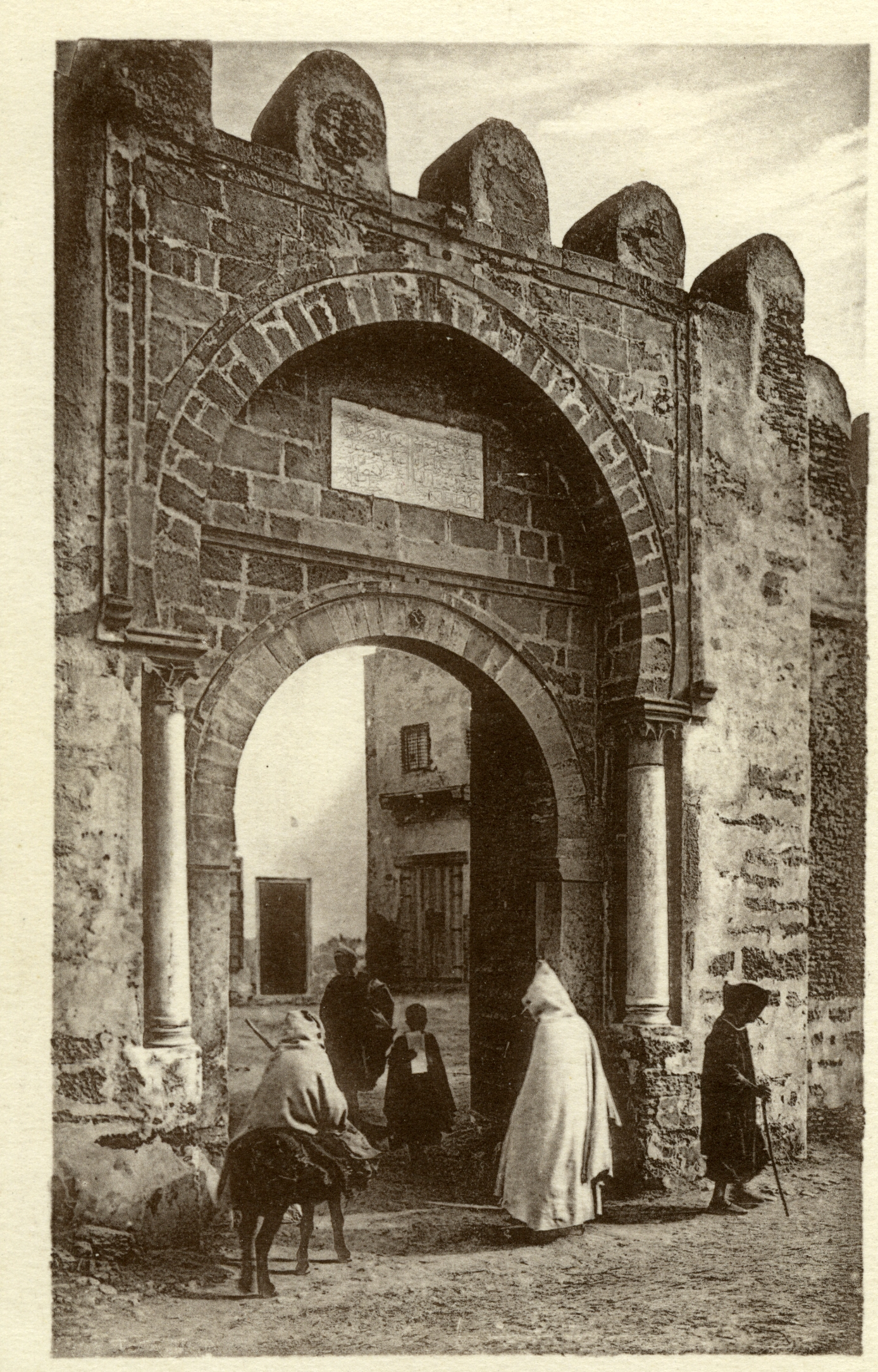
Brama Bab el-Khoukha
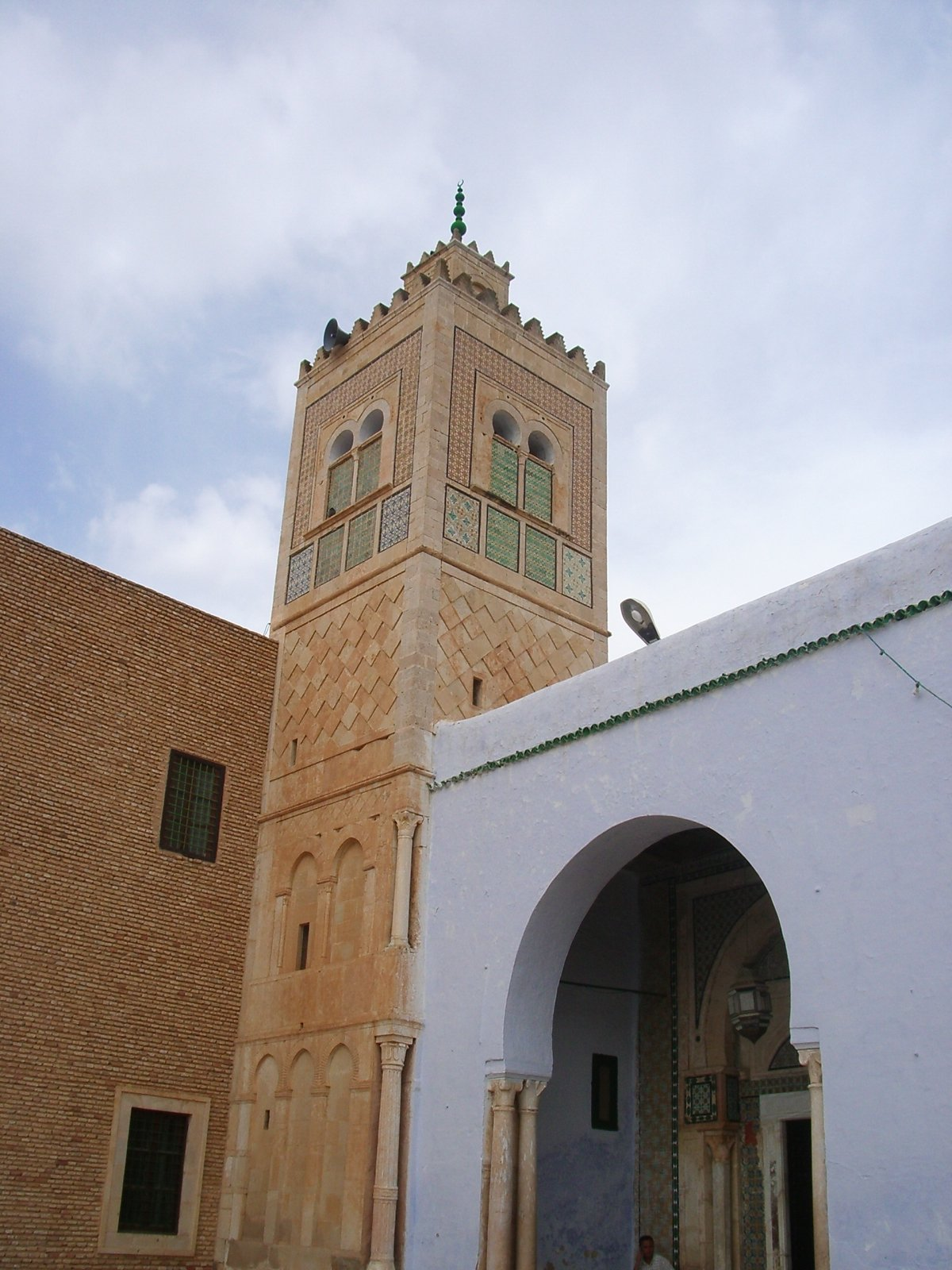
Zawija Sidi Sahab
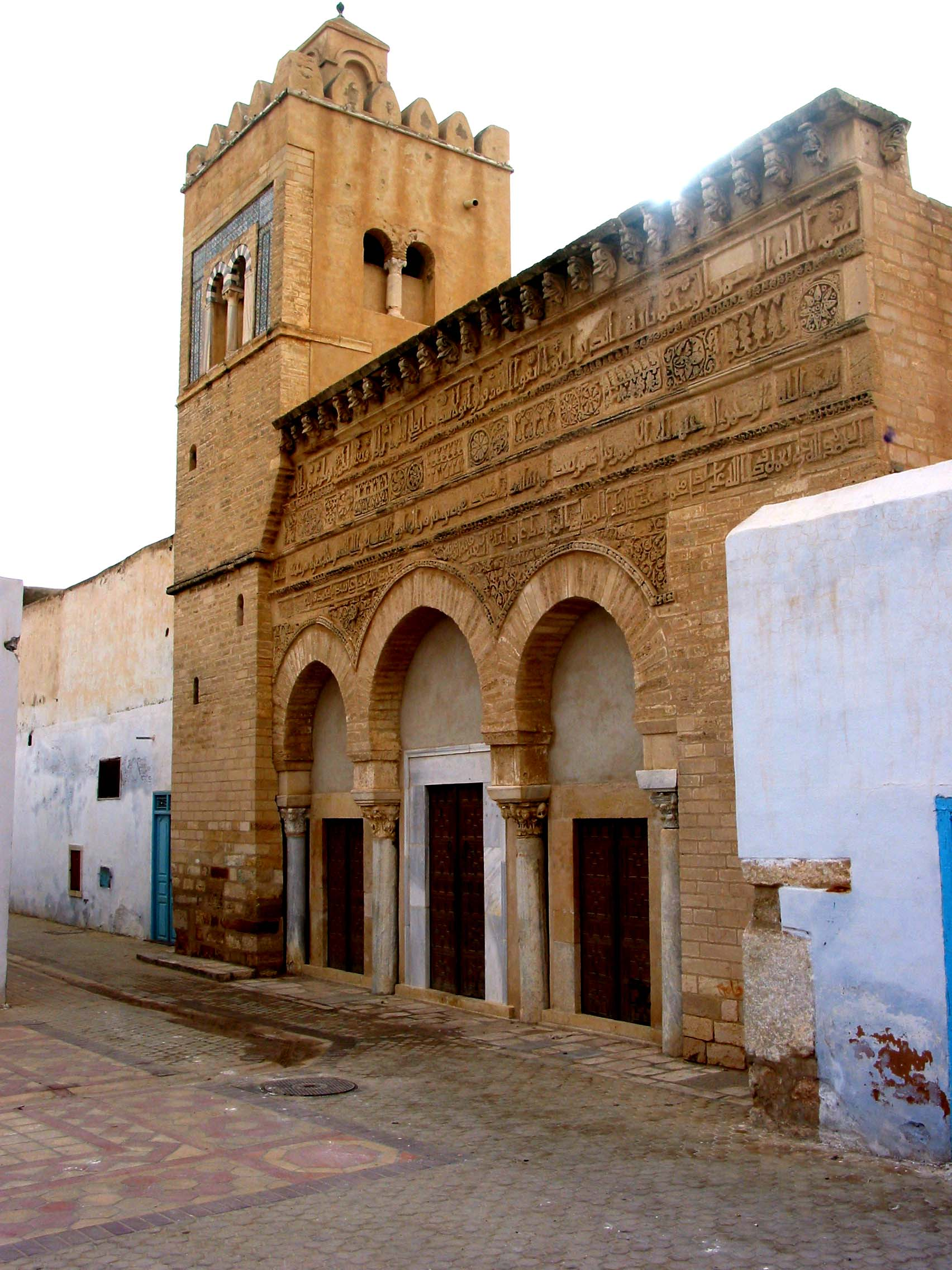
Meczet Trzech Drzwi
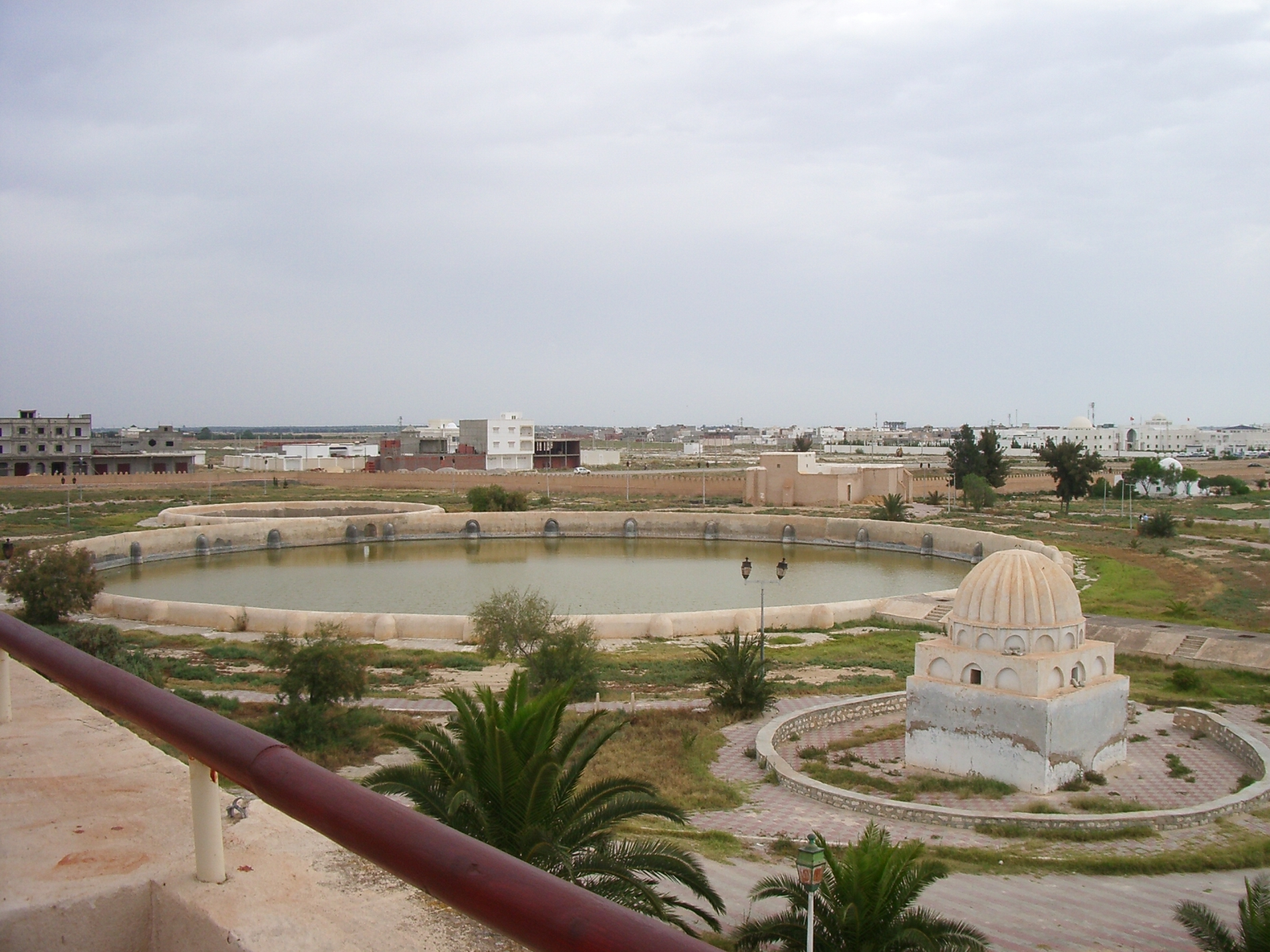
Baseny Aghlabidów
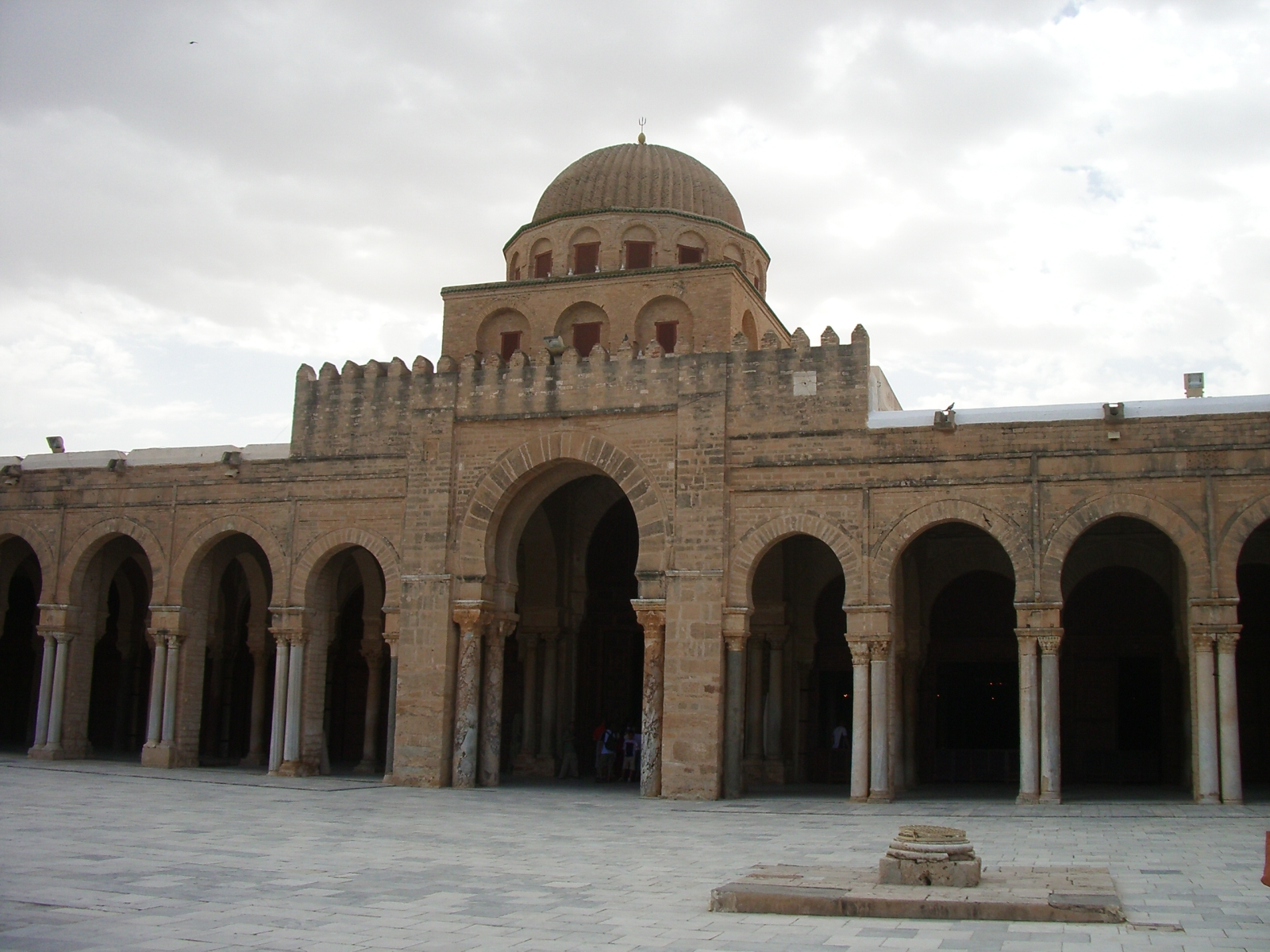
Wielki Meczet - dziedziniec
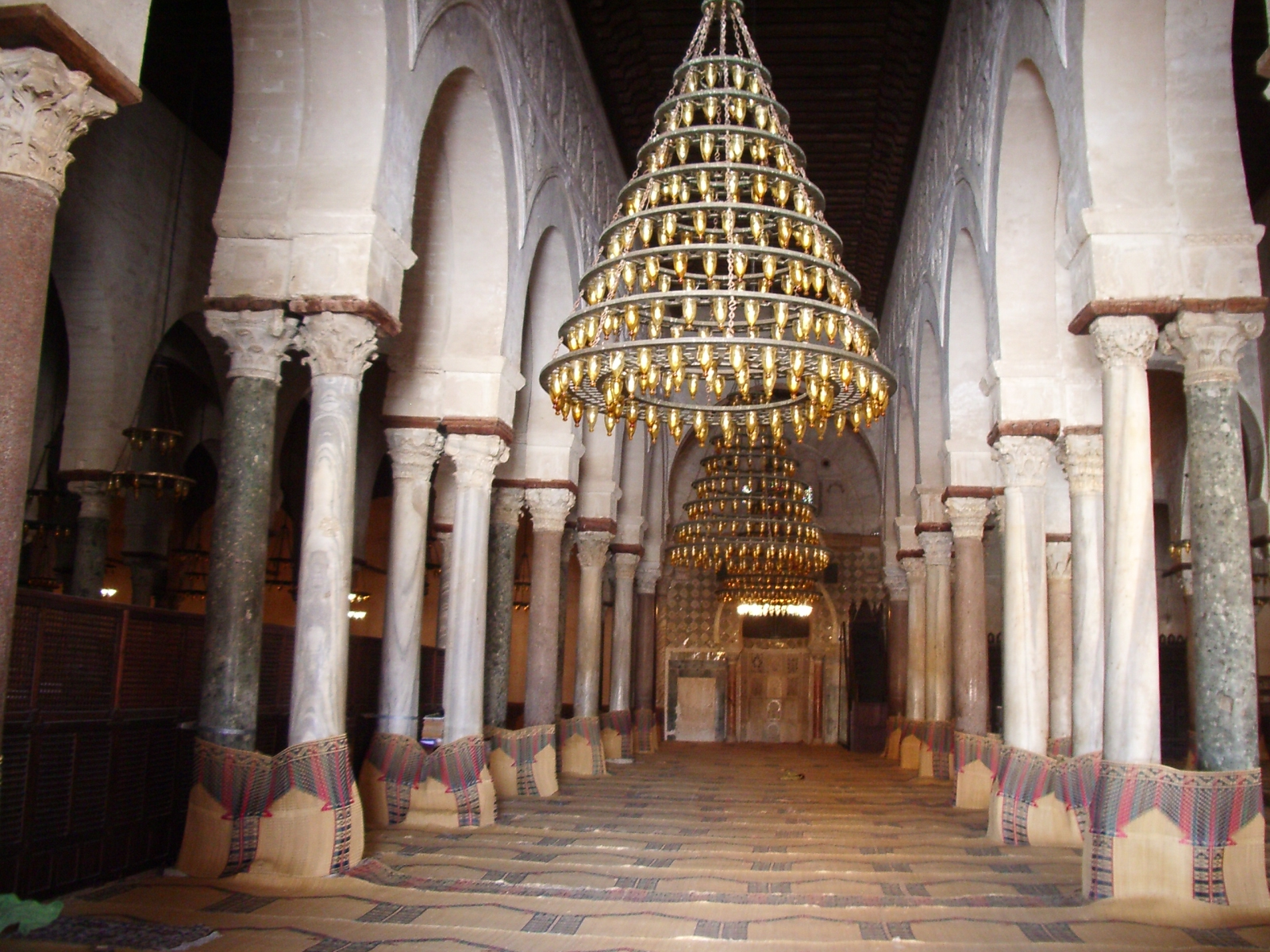
Wielki Meczet - wnętrze
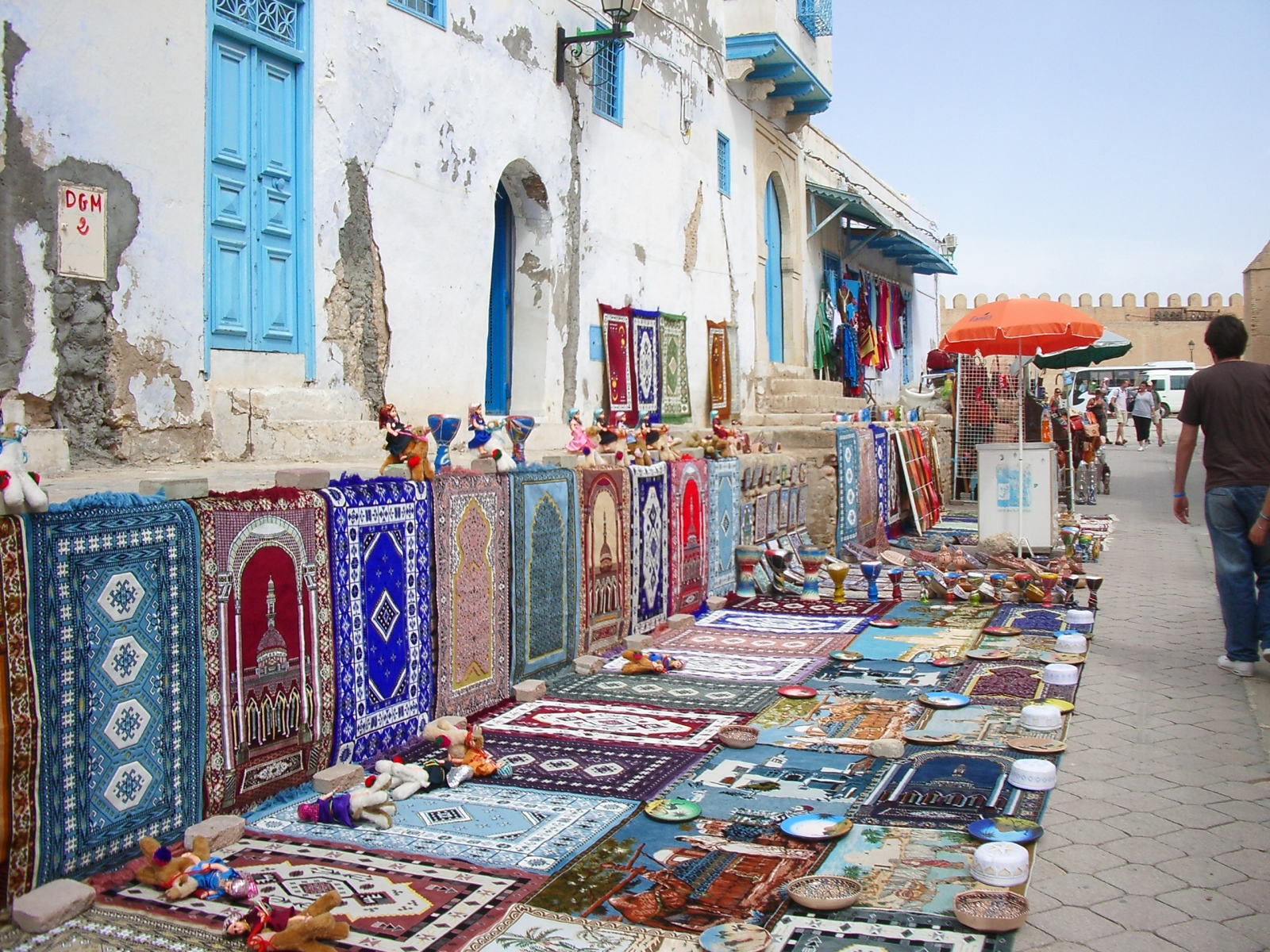
Medyna

## Współpraca
Miejscowości partnerskie:
- Fez, Maroko
- Kordoba, Hiszpania
- Mons, Belgia